# 石田寿 (陸軍軍人)
石田 寿（いしだ ひさし、1889年（明治22年）9月8日 - 1968年（昭和43年）12月30日）は、大日本帝国陸軍軍人。最終階級は陸軍少将。兵科は歩兵科。功四級。

## 経歴
1889年（明治22年）に三重県で生まれた。陸軍士官学校第24期卒業。1941年（昭和16年）3月1日に陸軍大佐に進級し、5月5日に新京陸軍兵事部長に就任した。1944年（昭和19年）6月21日に歩兵第69連隊補充隊長に転じ、7月8日に歩兵第202連隊長（防衛総司令部・第36軍・第93師団）に着任。本土決戦に備え訓練に励んでいたが、1945年（昭和20年）4月13日に歩兵第102旅団長（第13軍・第161師団）に転じ、6月10日に陸軍少将に進級。中国戦線に出動し、上海の守備に就いた。